# Foxfield (Colorado)
Foxfield város az USA Colorado államában, Arapahoe megyében. Lakosainak száma 754 fő (2020. április 1.).

## Népesség
A település népességének változása:

| 2010 | 685 |
| 2020 | 754 |